# 정읍여자고등학교
정읍여자고등학교(井邑女子高等學校)는 대한민국 전북특별자치도 정읍시 상동에 있는 공립 고등학교이다.

## 학교 연혁
- 1943년 3월 31일 : 4년제 정읍여자중학교 설립인가
- 1943년 5월 26일 : 개교
- 1951년 5월 30일 : 정읍여자 중ㆍ고등학교 분리
- 1971년 3월 2일 : 현 교사로 신축 이전
- 2010년 3월 1일 : 「특색있는 학교 만들기」 연구학교 지정 및 운영(2년간)
- 2012년 3월 1일 : 사교육절감 창의경영학교 운영(3년간)
- 2014년 3월 1일 : 일반고 교육역량강화사업 운영, 교육력제고 육성 운영학교 지정
- 2015년 3월 1일 : 예술(음악, 미술) 교육과정 거점학교 운영, 인권교육 시범학교, 국토사랑체험 시범학교 운영
- 2024년 2월 8일 : 제76회 106명 졸업(졸업생 총수 18,122명)
- 2024년 3월 1일 : 제30대 박인숙 교장 부임
- 2024년 3월 4일 : 신입생 118명 입학

## 참고 자료
- 정읍여자고등학교 - 한국교육학술정보원 학교알리미